# Medalha Comemorativa da Campanha da Indochina
A Medalha Comemorativa da Campanha da Indochina (em francês:  Médaille commémorative de la campagne d'Indochine) é uma condecoração militar francesa. Este prémio destina-se a distinguir os militares e civis da União Francesa que participaram em operações na Indochina entre 16 de agosto de 1945 e 11 de agosto de 1954.

## História
A Medalha Comemorativa da Campanha da Indochina foi criada pelo decreto nº 53-722 de 1º de agosto de 1953. Destina-se a recompensar todos os soldados franceses que participaram durante pelo menos 90 dias na campanha da Indochina entre 16 de agosto de 1945 e 11 de agosto de 1954.
As tripulações civis que transportaram tropas também poderiam reivindicar esta condecoração.

## Características
- Medalha: com módulo de 36mm, possui no anverso uma naja com sete cabeças que sustenta um cartucho com a inscrição em maiúsculas "INDOCHINA" sobre o qual repousa um elefante de três cabeças com a inscrição "REPÚBLICA FRANCESA". No verso, encontra-se a inscrição "CORPO EXPEDICIONÁRIO FRANCÊS NO EXTREMO ORIENTE" rodeado por uma coroa de folhas de carvalho e louro. A fiança desta decoração é formada por um dragão contorcido.
- Fita: de 38mm de largura, a fita é composta por sete listras verticais amarelas e verdes.